# Eustachy Chełmicki

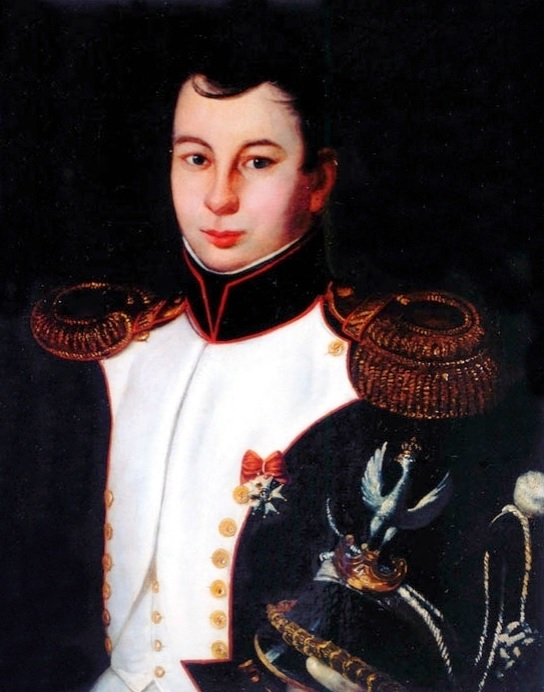
Porucznik Eustachy Chełmicki

Eustachy Chełmicki (ur. 1776 w Fabiankach, zm. 14 lipca 1852 w Kawnicach) – porucznik, a później kapitan w 4 pułku Piechoty Księstwa Warszawskiego. 

## Służba wojskowa
Dowódca polskiego garnizonu, brał udział w Bitwie pod Fuengirolą. Odznaczony 18 grudnia 1810 roku krzyżem Legii Honorowej wraz z Franciszkiem Młokosiewiczem i Ignacym Broniszem.
W czasie partyzantki polistopadowej 1833 r. utrzymywał kontakty z Arturem Zawiszą, dowódcą partyzantki w Lipnowskiem. Wyrokiem sądu carskiego w 1834 r. został zesłany na Syberię, skąd powrócił po siedmiu latach.

## Ikonografia
Znany portret przedstawia Chełmickiego w mundurze z okresu Królestwa polskiego (1815-1830).